# Pubescent Hysteria
Pubescent Hysteria (1979) var et dansk punkband, der bestod af medlemmerne Peter Peter (trommer, også i Sods, Sort Sol og The Bleeder Group), Franz De Zaster (bas, også i Brats, Support og No Fun) Timmy Andersen (vokal, også i Medium Wawe) og Sorte Per (guitar). Bandet blev dannet i 1979 af folk omkring Store Kongensgade punkmiljøet
Pubescent Hysteria spillede bl.a i Rockmaskinen den 26.5.1979 sammen med Sods, Elektrochok og Bollocks m.fl.